# Peugeot 605
Peugeot 605 (тип 6B) — передньопривідний автомобіль французького виробника автомобілів Peugeot, який розташовувався у верхній частині середнього класу. Автомобіль виготовлявся з липня 1989 року по вересень 1999 року.
Peugeot 605 замінив Peugeot 604 і Peugeot 505. Навесні 2000 року його замінив Peugeot 607. Всього випущено 252 185 автомобілів Peugeot 605.

## Опис

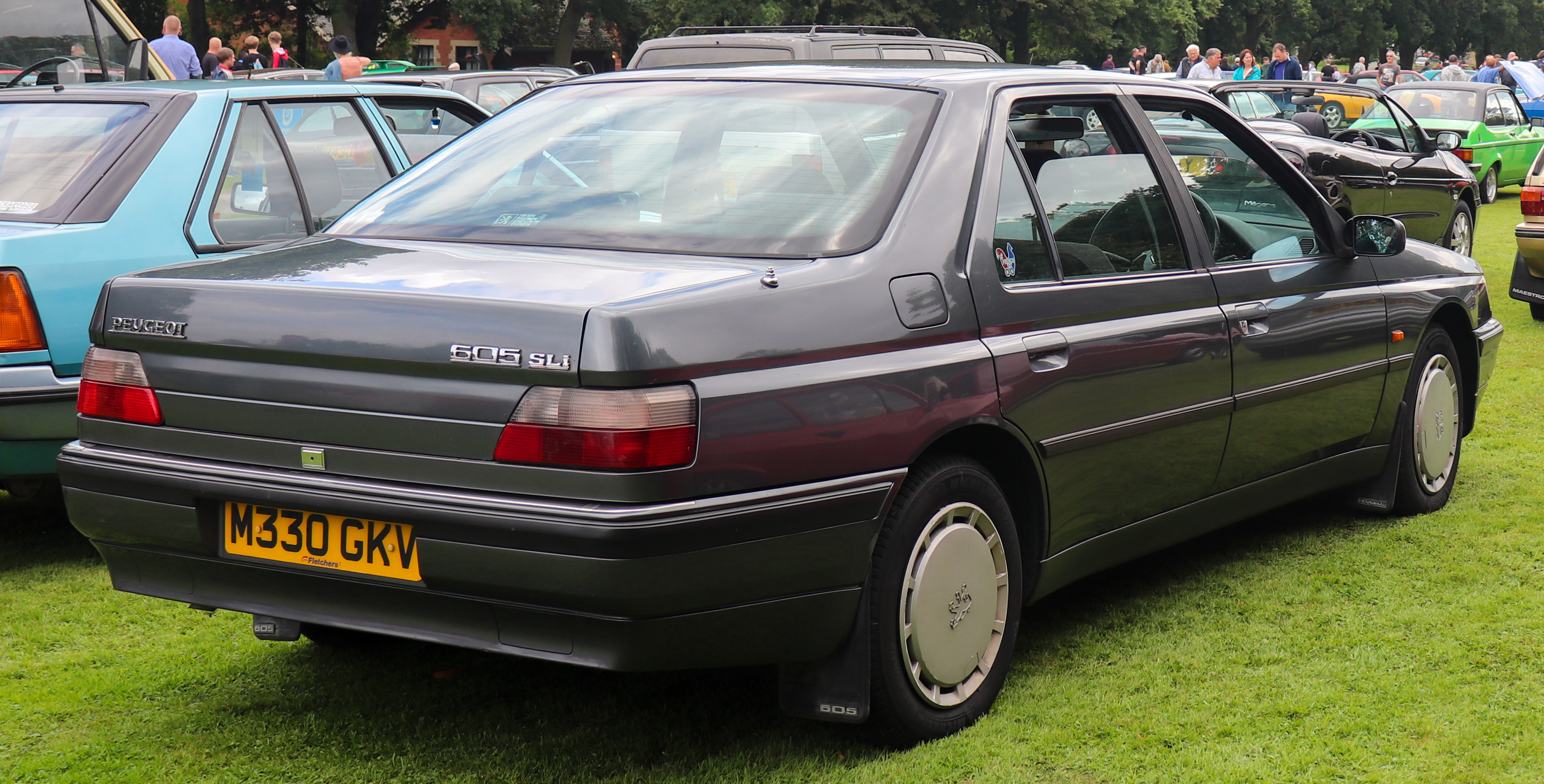
Peugeot 605 (1989—1995)

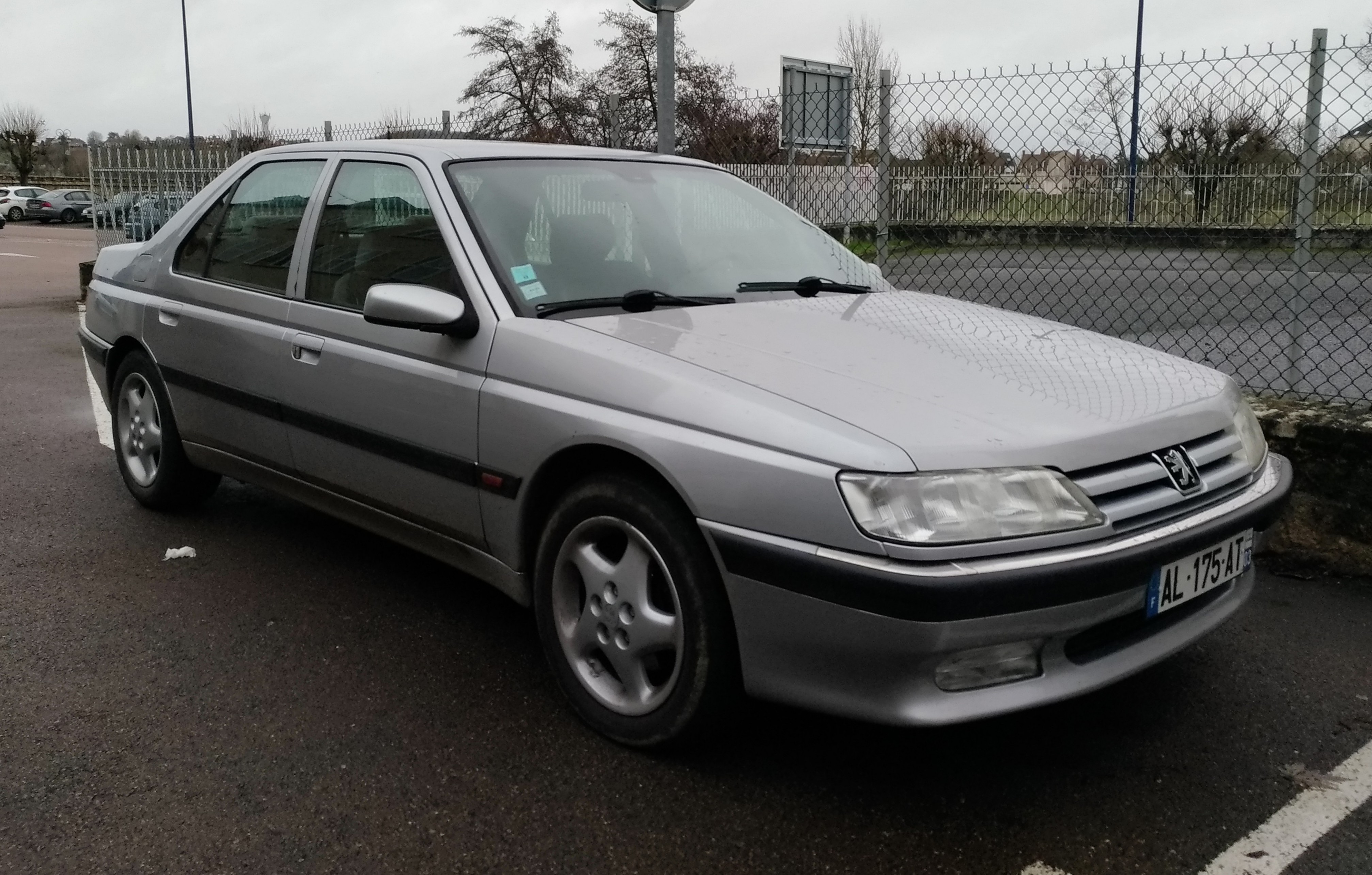
Peugeot 605 (1995—1999)

Peugeot 605 був побудований на тій же платформі, що і Citroën XM, і був наступником добре оціненого автоекспертами, але повільно продається Peugeot 604, який був знятий з конвеєра 4 роки тому. Таким чином, випуск популярної моделі Peugeot 505 був завершений наприкінці 1980-х і початку 1990-х років на користь двох автомобілів: сімейного автомобіля Peugeot 405 і моделі бізнес-класу 605.
Новинка була запущена в липні 1989 року, а в першій половині 1990 року побачила ринок Великої Британії у модифікації з правим кермом. Під час старту продажів були доступні тільки бензинові двигуни. У квітні 1990 року з'явився турбодизель.
Багаті комплектації, розкішний інтер'єр, плавний хід і керованість були сильними сторонами шістсот п'ятої моделі. Але Peugeot завжди прагнув домогтися успіху з автомобілями Е-класу за межами Франції, а 605 не продавався на зовнішніх ринках досить добре. Він був занадто схожий по дизайну на менший Peugeot 405, що негативно впливало на репутацію моделі.
Також, як і Citroën XM, Пежо 605 мали проблеми з якістю, що призводило до численних збоїв (особливо в високотехнологічної електроніки). Масштабна кампанія відкликання пройшла з великими витратами, в ході неї заміні підлягала значна частина електронних пристроїв у вихлопній системі і двигуні. Це призвело не тільки до фінансових, а й до репутаційних витрат. Жарти про легендарного «французькому якості», підігріті в тому числі і цією моделлю, ще довго ходили по спільнотам автомобілістів.
У 1995 році Peugeot спробував вирішити проблеми, представивши рестайлінгову версію 605 (відому як модель «Phase 2»). Крім зовнішнього оновлення, модель отримала і ряд конструктивних удосконалень. З'явилися бічні подушки безпеки. Були вирішені багато проблем з надійністю. Проте, продажу залишалися низькими. А після успішного запуску моделі Peugeot 406, яка прийшла на зміну 405 в 1995 році, продажу Пежо 605 впали до зовсім незначних, і було прийнято рішення припинити її випуск. Наступник — Peugeot 607 — був запущений восени 1999 року і був трохи більш успішним на внутрішньому та експортному ринках.
Кінець виробництва 605 в 1999 році ознаменував кінець покоління «05» в Європі після більш ніж двадцяти років: це покоління з'явилося в 1977 році з моделлю Peugeot 305.

## Двигуни

### Бензинові
| Двигун         | Об'єм [см³] | Потужність [к.с.] ([кВт]) при об/хв | Крутний момент [Нм] при об/хв | Циліндри | Клапани | Розгін (с) 0–100 км/год | Макс. швидкість км/год | Витрати палива (л/100 км) 90 км/год / 120 км/год /місто |
| -------------- | ----------- | ----------------------------------- | ----------------------------- | -------- | ------- | ----------------------- | ---------------------- | ------------------------------------------------------- |
| 2.0 8V         | 1998        | 115 (85)/5800                       | 168/2250                      | R4       | OHC/8   | 11,0                    | 196                    | b.d.                                                    |
| 2.0 8V         | 1998        | 121 (89)/5600                       | 170/4000                      | R4       | OHC/8   | 12,1                    | 199                    | 6,8/8,8/12,8                                            |
| 2.0 8V Aut.    | 1998        | 121 (89)/5600                       | 170/4000                      | R4       | OHC/8   | 15,0                    | 193                    | 7,1/9,2/13,8                                            |
| 2.0 8V         | 1998        | 128 (94)/5600                       | 175/4800                      | R4       | OHC/8   | 10,7                    | 203                    | b.d.                                                    |
| 2.0 16V        | 1998        | 132 (97)/5500                       | 180/4200                      | R4       | DOHC/16 | 10,9                    | 205                    | 8,7 (średnie)                                           |
| 2.0 16V Aut.   | 1998        | 132 (97)/5500                       | 180/4200                      | R4       | DOHC/16 | 14,2                    | 197                    | 10,5 (średnie)                                          |
| 2.0 Turbo      | 1998        | 141 (104)/4400                      | 225/2200                      | R4       | OHC/8   | 10,0                    | 210                    | 7,1/8,9/12,7                                            |
| 2.0 Turbo Aut. | 1998        | 141 (104)/4400                      | 225/2200                      | R4       | OHC/8   | 11,3                    | 204                    | 7,0/8,8/14,2                                            |
| 2.0 Turbo      | 1998        | 147 (108)/5300                      | 235/2500                      | R4       | OHC/8   | 10,0                    | 210                    | 9,6 (średnie)                                           |
| 2.0 Turbo Aut. | 1998        | 147 (108)/5300                      | 235/2500                      | R4       | OHC/8   | 11,3                    | 207                    | 11,1 (średnie)                                          |
| 3.0 V6         | 2963        | 167 (123)/5600                      | 235/4600                      | V6       | OHC/12  | 9,7                     | 222                    | 7,8/9,6/14,9                                            |
| 3.0 V6 Aut.    | 2963        | 167 (123)/5600                      | 235/4600                      | V6       | OHC/12  | 10,9                    | 217                    | 8,0/10,1/16,9                                           |
| 3.0 V6         | 2946        | 190 (140)/5500                      | 267/4000                      | V6       | DOHC/24 | 8,4                     | 233                    | 10,9 (średnie)                                          |
| 3.0 V6 Aut.    | 2946        | 190 (140)/5500                      | 267/4000                      | V6       | DOHC/24 | 10,2                    | 230                    | 11,4 (średnie)                                          |
| 3.0 V6 24V     | 2963        | 200 (147)/6000                      | 260/3600                      | V6       | OHC/24  | 8,6                     | 235                    | 8,2/10,2/15,9                                           |

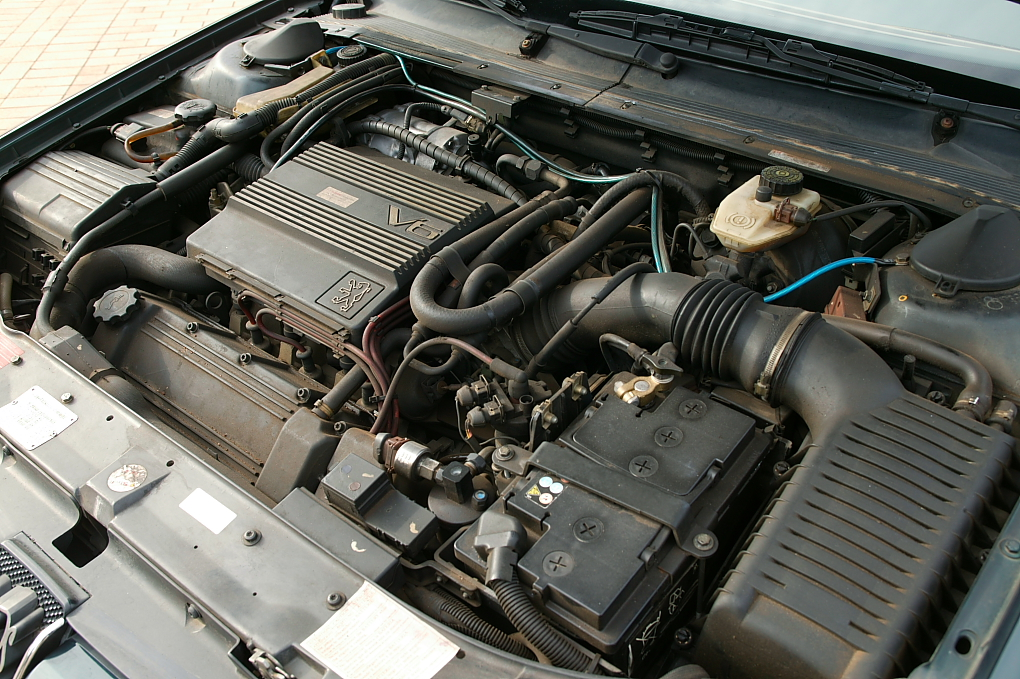
Peugeot V6

Двигун 3,0 V6 190 к.с. замінив в 1997 ці двигуни 3,0 V6 167 к.с. i 3,0 V6 24V.

### Дизельні
| Двигун      | Об'єм [см³] | Потужність [к.с.] ([кВт]) при об/хв | Крутний момент [Нм] при об/хв | Циліндри | Клапани | Розгін (с) 0–100 км/год | Макс. швидкість км/год | Витрати палива (л/100 км) 90 км/год / 120 км/год /місто |
| ----------- | ----------- | ----------------------------------- | ----------------------------- | -------- | ------- | ----------------------- | ---------------------- | ------------------------------------------------------- |
| 2.1 D       | 2138        | 82 (60)/4600                        | 145/2000                      | R4       | OHC/12  | 17,6                    | 176                    | 5,1/6,7/8,0                                             |
| 2.1 DT      | 2088        | 109 (80)/4300                       | 235/2000                      | R4       | OHC/12  | 13,1                    | 190                    | 6,4 (średnie)                                           |
| 2.1 DT      | 2088        | 109 (80)/4300                       | 245/2000                      | R4       | OHC/12  | 13,1                    | 192                    | 4,9/6,5/7,9                                             |
| 2.1 DT      | 2088        | 109 (80)/4300                       | 250/2000                      | R4       | OHC/12  | 13,1                    | 190                    | 7,1 (średnie)                                           |
| 2.1 DT Aut. | 2088        | 109 (80)/4300                       | 245/2000                      | R4       | OHC/12  | 14,9                    | 188                    | 5,4/7,1/9,7                                             |
| 2.5 DT      | 2446        | 129 (95)/4300                       | 285/2000                      | R4       | OHC/12  | 12,1                    | 201                    | 7,7 (średnie)                                           |

## Виробництво
| Країна  | 1989 | 1990   | 1991   | 1992   | 1993   | 1994   | 1995  | 1996  | 1997  | 1998  | 1999  |
| ------- | ---- | ------ | ------ | ------ | ------ | ------ | ----- | ----- | ----- | ----- | ----- |
| Франція | н/д  | 30,600 | 30,600 | 46,200 | 46,900 | 16,900 | 6,900 | 6,900 | 6,900 | 6,900 | 2,900 |